# Catoeme brincki
Catoeme brincki là một loài bọ cánh cứng trong họ Cerambycidae.